# Petermanniaceae
Petermanniaceae is een botanische naam van een familie van eenzaadlobbige planten. Een familie onder deze naam wordt niet regelmatig erkend door systemen van plantentaxonomie, maar is terug opgedoken op de APWebsite (20 Nov 2006) als aparte familie in de orde Liliales. Aldaar bestaat de familie uit één soort in Oost Australië. Ook het APG III systeem (2009) erkent de familie.